# ネーターの定理
物理学において、ネーターの定理（ネーターのていり、英: Noether's theorem）は、系に連続的な対称性がある場合はそれに対応する保存則が存在すると述べる定理である。
ドイツの数学者エミー・ネーターによって1915年に証明され、1918年に公表された。

## 概説
解析力学や場の理論における重要な定理である。
系がある変換に対して記述に変化を受けない場合、その変換をその系の対称性と呼ぶ。特に解析力学においては、変換に対して系の作用積分が変化しない場合に、この変換を対称性と呼ぶ。
これは、系の運動方程式は最小作用の原理を通じて定まるため、作用の変分がゼロであれば系の運動方程式は変化しないためである。
ネーターの定理は、ラグランジアンの変数に対する連続的な変換が系の対称性になっている場合に、対称性の下での作用の変分がある保存量の時間についての全微分になるという定理である。

### 解析力学におけるネーターの定理

#### ラグランジュ力学によるネーターの定理
以下ではラグランジュ形式の解析力学で記述される系を考える。
q = (q1,...,qn) を一般化座標とし、
{\displaystyle L(q,{\dot {q}},t)}
を系のラグランジアンとする。
作用積分
{\displaystyle S[q]=\int _{t_{I}}^{t_{F}}\mathrm {d} t\,L(q,{\dot {q}},t)}
が微小変換
{\displaystyle t\to t'=t+\delta t,~q^{i}\to q'^{i}=q^{i}+\delta q^{i}}
に対して対称性を持つとする。
ここで、この変換は幾つかのパラメータの線型結合で書けるとする。
{\displaystyle \delta t=\epsilon _{r}T_{r},\quad \delta q^{i}=\epsilon _{r}Q_{r}^{i}}
但し、重複する添え字記号については、アインシュタインの記法に従い、和をとるものとする。
このとき、
{\displaystyle X_{r}=\left({\frac {\partial L}{\partial {\dot {q}}^{i}}}{\dot {q}}^{i}-L\right)T_{r}-{\frac {\partial L}{\partial {\dot {q}}^{i}}}Q_{r}^{i}}
は保存量
{\displaystyle {\frac {\mathrm {d} X_{r}}{\mathrm {d} t}}=0}
となり、この保存量はポアソン括弧により微小変換
{\displaystyle \{X_{r},t\}=T_{r},~\{X_{r},q^{i}\}=Q_{r}^{i}}
を定める。

#### ハミルトン力学によるネーターの定理
ハミルトン力学においてネーターの定理は次のように表現される。
ハミルトニアンがある微少変換 {\displaystyle \delta }について不変であれば {\displaystyle \delta }の生成子 {\displaystyle G_{\delta }}は時間不変である。
ここで {\displaystyle \delta }の生成子 {\displaystyle G_{\delta }}とは、{\displaystyle \delta }によるベクトル {\displaystyle (q^{i},p^{i})}の増分 {\displaystyle \delta (q^{i},p^{i})}が
{\displaystyle \delta (q^{i},p^{i})=\left({\frac {\partial G_{\delta }}{\partial p^{i}}},-{\frac {\partial G_{\delta }}{\partial q^{i}}}\right)}
と表すことのできる量である。この定義から、
ある観測量 {\displaystyle A(q^{i},p^{i})}の {\displaystyle \delta }による変化 {\displaystyle \delta A(q^{i},p^{i})}は{\displaystyle A}と{\displaystyle G_{\delta }}のポアソン括弧により表される。
{\displaystyle \delta A(q^{i},p^{i})=\nabla A\cdot \delta (q^{i},p^{i})=\nabla A\cdot \left({\frac {\partial G_{\delta }}{\partial p^{i}}},-{\frac {\partial G_{\delta }}{\partial q^{i}}}\right)=\left({\frac {\partial A}{\partial q^{i}}}{\frac {\partial G_{\delta }}{\partial p^{i}}}-{\frac {\partial A}{\partial p^{i}}}{\frac {\partial G_{\delta }}{\partial q^{i}}}\right)=\{A,G_{\delta }\}}
ハミルトニアンが微少変換 {\displaystyle \delta }について不変ならば、{\displaystyle \delta H(q^{i},p^{i})=\{H,G_{\delta }\}=0}が成り立つ。ポアソン括弧の歪対称性より
{\displaystyle \{H,G_{\delta }\}=-\{G_{\delta },H\}=-{\frac {\mathrm {d} G_{\delta }}{\mathrm {d} t}}=0}
よって {\displaystyle G_{\delta }}は時間不変である。
{\displaystyle \left({\frac {\partial A}{\partial p^{i}}},-{\frac {\partial A}{\partial q^{i}}}\right)}
は位相空間上のAの等高線に沿ったベクトルと考えることができる。これを「{\displaystyle A}が生み出す流れ」と呼ぶと、ポアソン括弧{\displaystyle \{A,B\}}は、「Bが生み出す流れに沿ったAの変化」と考えることができる。ネーターの定理の一般化は次のようになる。
{\displaystyle \{A,B\}=0}ならば、{\displaystyle \{B,A\}=0}
もしくは
AがBの生み出す流れについて不変であるとき、BもAの生み出す流れについて不変である。
ハミルトニアンHは時間変化の生成子であるため、もしHがある観測量Aの生み出す流れについて不変であれば、
AはHの生み出す流れ、つまり時間について不変である。

##### 例１：運動量
{\displaystyle G_{\delta }=\epsilon ^{i}p^{i}}とすると、{\displaystyle \delta A=\epsilon ^{i}\{A,p^{i}\}=\epsilon ^{i}{\frac {\partial A}{\partial q^{i}}}}
{\displaystyle A(q^{i},p^{i})\rightarrow A(q^{i},p^{i})+\epsilon ^{i}{\frac {\partial A}{\partial q^{i}}}=A(q^{i}+\epsilon ^{i},p^{i})}
よって運動量は空間並進の生成子である。

##### 例２：角運動量
{\displaystyle G_{\delta }=\varepsilon _{ijk}\epsilon ^{i}p^{j}q^{k}}とすると、{\displaystyle {\begin{aligned}\delta A&=\varepsilon _{ijk}\epsilon ^{i}\{A,p^{j}q^{k}\}=\varepsilon _{ijk}\epsilon ^{i}\left({\frac {\partial A}{\partial q_{\alpha }}}{\frac {\partial p_{j}q_{k}}{\partial p_{\alpha }}}-{\frac {\partial A}{\partial p_{\alpha }}}{\frac {\partial p_{j}q_{k}}{\partial q_{\alpha }}}\right)\\&=\varepsilon _{ijk}\epsilon ^{i}\left({\frac {\partial A}{\partial q_{j}}}q_{k}-{\frac {\partial A}{\partial p_{k}}}p_{j}\right)=\varepsilon _{ijk}\epsilon ^{i}\left({\frac {\partial A}{\partial q_{j}}}q_{k}+{\frac {\partial A}{\partial p_{j}}}p_{k}\right)\end{aligned}}}
ここで {\displaystyle \varepsilon _{ijk}}は レヴィ=チヴィタ記号である。
{\displaystyle A(q^{i},p^{i})\rightarrow A(q^{i},p^{i})+\varepsilon _{ijk}\epsilon ^{i}\left({\frac {\partial A}{\partial q_{j}}}q_{k}+{\frac {\partial A}{\partial p_{j}}}p_{k}\right)=A(R^{ij}q^{j}+,R^{ij}p^{j})}
ここで{\displaystyle R^{ij}}は無限小回転である。よって角運動量は空間回転の生成子である。

##### 例３：エネルギー
{\displaystyle G_{\delta }=\epsilon H}とすると、{\displaystyle \delta A=\{A,\epsilon H\}=\epsilon {\frac {\mathrm {d} A}{\mathrm {d} t}}}
{\displaystyle A(q^{i},p^{i})\rightarrow A(q^{i},p^{i})+\epsilon {\frac {\mathrm {d} A}{\mathrm {d} t}}=A(q^{i}(t+\epsilon ),p^{i}(t+\epsilon ))}
よってエネルギーは時間並進の生成子である。

### 場の理論におけるネーターの定理
場の量を扱う場の解析力学や場の量子論においても、対称性は基本的な概念であり、ネーターの定理がしばしば応用される。ネーターの定理によって導かれる保存則に登場するネーターカレントや、ネーターチャージは特に重要な概念になっている。
力学変数として場 {\displaystyle \phi (x)} を考え、作用積分を
{\displaystyle S[\phi ]=\int _{\Omega }\mathrm {d} ^{4}x\,{\mathcal {L}}(\phi ,\partial \phi ,x)}
とする。
系が座標と場との微小変換
{\displaystyle x^{\mu }\to x'^{\mu }=x^{\mu }+\delta x^{\mu }}
{\displaystyle \phi _{i}(x)\to \phi '_{i}(x')=\phi _{i}(x)+\delta \phi _{i}(x)}
に対して対称性をもち、この変換の下で作用が不変であるとする。
このとき、ネーターカレント
{\displaystyle j^{\mu }\equiv {\biggl (}{\frac {\partial {\mathcal {L}}}{\partial (\partial _{\mu }\phi _{i})}}\partial _{\nu }\phi _{i}-\delta _{\nu }^{\mu }{\mathcal {L}}{\biggr )}\delta x^{\nu }-{\frac {\partial {\mathcal {L}}}{\partial (\partial _{\mu }\phi _{i})}}\delta \phi _{i}}
が保存し、連続の方程式
{\displaystyle \partial _{\mu }j^{\mu }=0}
を満たす。
{\displaystyle \delta \phi }は場自身の変換だけでなく、座標の変換も含んでいる。
現代的な見方では、場の変分として、同一座標値での差を取ったリー微分 {\displaystyle \delta _{\epsilon }\phi (x)} で記述すると都合がよい。
{\displaystyle \delta _{\epsilon }\phi _{i}(x)\equiv \phi '(x)-\phi (x)=\delta \phi _{i}(x)-\delta x^{\mu }\partial _{\mu }\phi _{i}}
このとき、ネーターカレントは
{\displaystyle j^{\mu }=-{\frac {\partial {\mathcal {L}}}{\partial (\partial _{\mu }\phi _{i})}}\delta _{\epsilon }\phi _{i}-{\mathcal {L}}\delta x^{\mu }}
となる。
特に微小変換が次のようなパラメータの線型結合
{\displaystyle \delta x^{\mu }=\epsilon ^{a}X^{a\mu }(x)}
{\displaystyle \delta _{\epsilon }\phi _{i}(x)=\epsilon ^{a}\delta ^{a}\phi _{i}(x)}
で書かれている場合には、ネーターカレントはパラメータの成分毎に
{\displaystyle j^{a\mu }\equiv -{\frac {\partial {\mathcal {L}}}{\partial (\partial _{\mu }\phi _{i})}}\delta ^{a}\phi _{i}-{\mathcal {L}}X^{a\mu }}
と書くことができて、それぞれに連続の方程式
{\displaystyle \partial _{\mu }j^{a\mu }=0}
を満たす。
ネーターカレントの時間成分を空間積分した
{\displaystyle Q^{a}\equiv \int \mathrm {d} ^{3}\mathbf {x} \,j^{0a}}
はネーターチャージと呼ばれる。
これは微小変換の生成子(無限小生成作用素)
{\displaystyle [iQ^{a},\phi _{i}(x)]=\delta ^{a}\phi _{i}(x)}
となる。

## 例

### 場の理論における例

#### 時空の並進対称性
座標変換において、無限小の平行移動を考える。
{\displaystyle x^{\mu }\to x'^{\mu }=x^{\mu }+\epsilon ^{\mu }}
（{\displaystyle \delta x^{\mu }=\epsilon ^{\mu }}である。）
これに付随する場の無限小変換は
{\displaystyle \phi _{i}(x)\to \phi '_{i}(x')=\phi _{i}(x)}
であり、ネーターカレントは
{\displaystyle T_{\nu }^{\mu }={\frac {\partial {\mathcal {L}}}{\partial (\partial _{\mu }\phi _{i})}}\partial _{\nu }\phi _{i}-\delta _{\nu }^{\mu }{\mathcal {L}}}
となる。この {\displaystyle T_{\nu }^{\mu }} はエネルギー・運動量テンソルである。
保存則は
{\displaystyle \partial _{\mu }T_{\nu }^{\mu }=0}
であり、エネルギーと運動量の保存則を表している。
対応するネーターチャージ
{\displaystyle P_{\nu }=\int \mathrm {d} ^{3}x\,T_{\nu }^{0}}
はエネルギー並びに運動量であり、時空の併進の生成子
{\displaystyle [P_{\mu },\phi _{i}(x)]=i\partial _{\mu }\phi _{i}(x)}
となる。

#### ローレンツ変換
無限小ローレンツ変換
{\displaystyle x^{\mu }\to x'^{\mu }=x^{\mu }+\epsilon ^{\mu }{}_{\nu }x^{\nu }=x^{\mu }+{\tfrac {1}{2}}(\epsilon ^{\mu \nu }-\epsilon ^{\nu \mu })x_{\nu }}
を考える。これに付随する場の無限小変換は
{\displaystyle \phi _{i}(x)\to \phi '_{i}(x')=\phi _{i}(x)-{\tfrac {i}{2}}\epsilon ^{\mu \nu }(S_{\mu \nu })_{i}{}^{j}\phi _{j}(x)}
を考える。ここで、行列 {\displaystyle S_{\mu \nu }} は
{\displaystyle (S_{\mu \nu })_{i}{}^{j}=\left\{{\begin{array}{ll}0&({\text{sclar}})\\i(g_{\mu i}\delta _{\nu }^{j}-g_{\nu i}\delta _{\mu }^{j})&({\text{vector}})\\{\frac {i}{4}}(\gamma _{\mu }\gamma _{\nu }-\gamma _{\nu }\gamma _{\mu })_{i}{}^{j}\quad &({\text{spinor}})\\\end{array}}\right.}
で定義される場のスピンである。{\displaystyle \gamma _{\mu }} はガンマ行列である。
このとき、ネーターカレントは
{\displaystyle M_{\nu \rho }^{\mu }=x_{\nu }T_{\rho }^{\mu }-x_{\rho }T_{\nu }^{\mu }-i{\frac {\partial {\mathcal {L}}}{\partial (\partial _{\mu }\phi _{i})}}(S_{\nu \rho })_{i}{}^{j}\phi _{j}}
となる。この {\displaystyle M_{\nu \rho }^{\mu }} を角運動量密度という。
{\displaystyle M_{\nu \rho }^{\mu }} は ν,λ について反対称である。
保存則は
{\displaystyle \partial _{\mu }M_{\nu \rho }^{\mu }=0}
であり、角運動量の保存則を表している。
対応するネーターチャージ
{\displaystyle M_{\nu \rho }=\int \mathrm {d} ^{3}x\,M_{\nu \rho }^{0}}
は角運動量とブースト演算子となる。

#### 位相変換
複素場を考えて場の位相を変える変換を考える。
{\displaystyle \phi _{i}(x)\to \phi _{i}(x)-ie\epsilon \phi _{i}(x),~{\bar {\phi }}_{i}(x)\to {\bar {\phi }}_{i}(x)+ie\epsilon {\bar {\phi }}_{i}(x)}
このとき、ネーターカレントは
{\displaystyle j^{\mu }=ie\left({\bar {\phi }}_{i}{\frac {\partial {\mathcal {L}}}{\partial (\partial _{\mu }{\bar {\phi }}_{i})}}-{\frac {\partial {\mathcal {L}}}{\partial (\partial _{\mu }\phi _{i})}}\phi _{i}\right)}
となる。これは4元電流密度である。保存則は
{\displaystyle \partial _{\mu }j^{\mu }=0}
であり、電荷の保存則を表している。
対応するネーターチャージ
{\displaystyle Q=\int \mathrm {d} ^{3}x\,j^{0}}
は電荷である。

## 導出
力学変数 {\displaystyle q^{i}(t)} がラグランジュ方程式
{\displaystyle {\frac {\mathrm {d} }{\mathrm {d} t}}{\frac {\partial L}{\partial {\dot {q}}^{i}}}-{\frac {\partial L}{\partial q^{i}}}=0}
を満たしているとする。
微小変換
{\displaystyle t\to t'=t+\epsilon T(t)}
{\displaystyle {\begin{aligned}q^{i}(t)\to q_{\epsilon }^{i}(t')&=q^{i}(t)+\epsilon Q^{i}(q(t),t)\\&=q^{i}(t'-\epsilon T)+\epsilon Q^{i}(q(t'-\epsilon T),t'-\epsilon T)\\\end{aligned}}}
を考える。
このとき、系が対称性を持つとは、作用積分
{\displaystyle S[q_{\epsilon }]=\int _{t_{I}+\epsilon T}^{t_{F}+\epsilon T}\!\!\!\!\!\mathrm {d} t'\,L(q_{\epsilon }(t'),{\dot {q}}_{\epsilon }(t'),t')}
を {\displaystyle \epsilon } の関数としてみたとき、
{\displaystyle {\frac {\mathrm {d} S[q_{\epsilon }]}{\mathrm {d} \epsilon }}{\bigg |}_{\epsilon =0}=0}
となることである。
この微分を計算すると、
{\displaystyle {\frac {\mathrm {d} S[q_{\epsilon }]}{\mathrm {d} \epsilon }}{\bigg |}_{\epsilon =0}={\Big [}L(q(t),{\dot {q}}(t),t)\,T(t){\Big ]}_{t_{I}}^{t_{F}}+\int _{t_{I}}^{t_{F}}\mathrm {d} t\,{\biggl [}{\frac {\partial L}{\partial q^{i}}}{\frac {\mathrm {d} q_{\epsilon }^{i}}{\mathrm {d} \epsilon }}{\bigg |}_{\epsilon =0}+{\frac {\partial L}{\partial {\dot {q}}^{i}}}{\frac {\mathrm {d} {\dot {q}}_{\epsilon }^{i}}{\mathrm {d} \epsilon }}{\bigg |}_{\epsilon =0}{\biggr ]}}
である。運動方程式を用いれば、
{\displaystyle {\frac {\partial L}{\partial q^{i}}}{\frac {\mathrm {d} q_{\epsilon }^{i}}{\mathrm {d} \epsilon }}{\bigg |}_{\epsilon =0}+{\frac {\partial L}{\partial {\dot {q}}^{i}}}{\frac {\mathrm {d} {\dot {q}}_{\epsilon }^{i}}{\mathrm {d} \epsilon }}{\bigg |}_{\epsilon =0}={\frac {\mathrm {d} }{\mathrm {d} t}}{\biggl (}{\frac {\partial L}{\partial {\dot {q}}^{i}}}{\frac {\mathrm {d} q_{\epsilon }^{i}}{\mathrm {d} \epsilon }}{\bigg |}_{\epsilon =0}{\biggr )}}
となる。また、
{\displaystyle {\frac {\mathrm {d} q_{\epsilon }^{i}}{\mathrm {d} \epsilon }}{\bigg |}_{\epsilon =0}=-{\dot {q}}^{i}T(t)+Q^{i}(q(t),t)}
から、
{\displaystyle {\frac {\mathrm {d} S_{\epsilon }}{\mathrm {d} \epsilon }}{\bigg |}_{\epsilon =0}={\biggl [}{\Bigl (}L-{\frac {\partial L}{\partial {\dot {q}}^{i}}}{\dot {q}}^{i}{\Bigr )}T(t)+{\frac {\partial L}{\partial {\dot {q}}^{i}}}Q^{i}(q(t),t){\biggr ]}_{t_{I}}^{t_{F}}=0}
従って、
{\displaystyle {\Bigl (}{\frac {\partial L}{\partial {\dot {q}}^{i}}}{\dot {q}}^{i}-L{\Bigr )}T(t)-{\frac {\partial L}{\partial {\dot {q}}^{i}}}Q^{i}(q(t),t)}
が保存する。
ハミルトニアンを用いれば
{\displaystyle H(p,q,t)T(t)-p_{i}Q^{i}(q(t),t)}
と書けて、ポアソン括弧を用いれば
{\displaystyle \{HT-p_{i}Q^{i},t\}=T,~\{HT-p_{i}Q^{i},q^{j}\}=Q^{j}}
を得る。